# Aviaport
Aviaport (en rus: Авиапорт) és un poble de la República de Sakhà, a Rússia, segons el cens del 2021 tenia 152 habitants. Pertany al districte de Sangar.